# Calycerales
Calycerales is een botanische naam, voor een orde van tweezaadlobbige planten: de naam is gevormd uit de familienaam Calyceraceae. Een familie onder deze naam wordt zelden erkend door systemen voor plantentaxonomie.
Het Cronquist-systeem (1981) erkende wel zo'n orde, geplaatst in de onderklasse Asteridae, met de volgende samenstelling:
- orde Calycerales
  - familie Calyceraceae

In het APG-systeem (1998) en het APG II-systeem (2003) zijn deze planten opgenomen in de orde Asterales.